# Trương Thị Xê
Trương Thị Xê (sinh 1956) là đại biểu Quốc hội Việt Nam khóa XII, thuộc đoàn đại biểu Đắc Lắk.